# 東中島 (大阪市)
東中島（ひがしなかじま）は、大阪府大阪市東淀川区にある町名。現行行政地名は東中島一丁目から東中島六丁目。

## 地理
東淀川区の南西部に位置し、南東に柴島、北に淡路、北西に西淡路、西に淀川区西中島と接している。

## 歴史
飛鳥地区は大阪市の北部新大阪駅の近くに位置する都市型同和地区で、居住者は家内工業・行商・日雇いで生計を立てた。大阪市による同和地区の改良事業で、飛鳥地区では地元住民その他の主体的な協力が得られ、事業が円滑に進められた。
2006年、飛鳥地区を舞台に部落解放同盟大阪府連飛鳥支部長で暴力団関係者の小西邦彦による同和対策事業を悪用し不当な利益を私するなどの犯罪行為が発覚、業務上横領と詐欺で大阪府警が逮捕した事件（飛鳥会事件）が発生。

## 経済

### 産業
店舗・企業
- キーエンス 本社・研究所
- 本家かまどや 東中島店
- 東淀川崇禅寺郵便局（日本郵政グループ）
- 東淀川東中島郵便局（日本郵政グループ）
- セブン-イレブン 大阪東中島1丁目店、大阪東中島3丁目店
- ファミリーマート 東中島一丁目店、新大阪駅東口店、スバルJR新大阪駅前店
- ローソン 阪急崇禅寺駅前店、東淀川東中島二丁目店、新大阪駅東口店、新大阪駅南店、新大阪東店
- ライフ崇禅寺店（スーパーマーケット）

かつて存在した工場
- 中井製膠工場 - 生産品目は膠粕肥料、開業年月は明治19年1月[6]。
- 中井製膠所 - 製造品目は洋膠、創業は明治26年[7]。
- 林製膠工場 - 生産品目は膠粕肥料、開業年月は大正7年2月[6]。

### 事業所
2016年（平成28年）現在の経済センサス調査による事業所数と従業員数は以下の通りである。
| 丁目         | 事業所数  | 従業員数 |
| ------------ | --------- | -------- |
| 東中島一丁目 | 355事業所 | 3,044人  |
| 東中島二丁目 | 70事業所  | 473人    |
| 東中島三丁目 | 28事業所  | 274人    |
| 東中島四丁目 | 27事業所  | 490人    |
| 東中島五丁目 | 36事業所  | 201人    |
| 東中島六丁目 | 11事業所  | 229人    |
| 計           | 527事業所 | 4,711人  |

## 世帯数と人口
2019年（平成31年）3月31日現在の世帯数と人口は以下の通りである。
| 丁目         | 世帯数    | 人口     |
| ------------ | --------- | -------- |
| 東中島一丁目 | 3,247世帯 | 3,824人  |
| 東中島二丁目 | 1,892世帯 | 2,355人  |
| 東中島三丁目 | 812世帯   | 1,129人  |
| 東中島四丁目 | 1,456世帯 | 1,776人  |
| 東中島五丁目 | 1,164世帯 | 1,711人  |
| 東中島六丁目 | 402世帯   | 577人    |
| 計           | 8,973世帯 | 11,372人 |

### 人口の変遷
国勢調査による人口の推移。
| 1995年（平成7年）  | 10,233人 | [ 9 ]  |  |
| 2000年（平成12年） | 10,141人 | [ 10 ] |  |
| 2005年（平成17年） | 10,108人 | [ 11 ] |  |
| 2010年（平成22年） | 11,125人 | [ 12 ] |  |
| 2015年（平成27年） | 11,007人 | [ 13 ] |  |

### 世帯数の変遷
国勢調査による世帯数の推移。
| 1995年（平成7年）  | 5,964世帯 | [ 9 ]  |  |
| 2000年（平成12年） | 6,588世帯 | [ 10 ] |  |
| 2005年（平成17年） | 6,905世帯 | [ 11 ] |  |
| 2010年（平成22年） | 8,181世帯 | [ 12 ] |  |
| 2015年（平成27年） | 8,051世帯 | [ 13 ] |  |

## 施設
教育
- 大阪市立啓発小学校・中島中学校（むくのき学園）（4丁目）
- 大阪府立東淀川支援学校（3丁目）

体育館
- 大阪市立東淀川体育館（4丁目）

交番
- 東淀川警察署 新大阪駅東交番（1丁目）
- 東淀川警察署 崇禅寺駅前交番（3丁目）

宗教
- 正福寺（2丁目）
- 浄土真宗本願寺派正覚寺[14]（3丁目）
- 中島惣社（4丁目）
- 曹洞宗崇禅寺（5丁目）

人権
- 飛鳥人権文化センター（旧飛鳥解放会館[15]、3丁目）[16] - 2014年に解体された[17]。
- 南方人権文化センタ－（2丁目）[16]
- 部落解放南方地区消費生活協同組合（2丁目）[18]
- 南方人権協会（2丁目）
- 飛鳥青少年会館（3丁目）[16]
- 西中島水平社[19]

## 出身・ゆかりのある人物
- 中井利助（地家主、膠商[20]、中井製膠所代表[7]）
- 中井利之祐（浪華化学工業社長、大阪膠質ゼラチン工協組理事長） - 中井利助の養子。
- 西口庄兵衛（米穀商）[21]
- 橋下徹（タレント、弁護士、大阪府知事、大阪市長） - 東京生まれで、小学5年の時に大阪府吹田市に引っ越し、その後当所に移り住む[22]。
- 宮部龍彦（示現舎代表、ジャーナリスト） - 宮部の母の実家は新大阪駅の近くにあったため、宮部は「中高生の頃に新大阪駅近くの日之出・飛鳥同和地区をよく散歩した」という[23]。

## その他

### 日本郵便
- 〒533-0033[3]（集配局：東淀川郵便局[24]）